# VYBZ
VYBZ es el décimo cuarto álbum lanzado por el productor de complextro noruego Aleksander Vinter, y el décimo segundo bajo el alias de Savant. El disco fue lanzado por la discográfica VYBZ sin precio definido, para que el usuario pague lo que quiere pagar por él, e incluso descargarlo gratis en la página oficial de Savant, aunque el álbum está para descargar de forma paga en Beatport, teniendo un precio de 16,99 dólares. El álbum está nominado para los Spellemannprisen.

## Lista de canciones
| N.º   | Título          | Duración |  |
| 1.    | «Intro»         | 1:07     |  |
| 2.    | «Boss»          | 5:33     |  |
| 3.    | «Carnival»      | 2:56     |  |
| 4.    | «Indica»        | 3:30     |  |
| 5.    | «Judas»         | 4:05     |  |
| 6.    | «Ventriloquist» | 1:52     |  |
| 7.    | «Omen»          | 2:32     |  |
| 8.    | «Zombie Cats»   | 3:03     |  |
| 9.    | «In Your Name»  | 3:10     |  |
| 10.   | «Siluette»      | 3:25     |  |
| 11.   | «Troll»         | 4:00     |  |
| 12.   | «Enemy Paint»   | 4:00     |  |
| 13.   | «Aneurism»      | 3:35     |  |
| 14.   | «Beaches»       | 2:06     |  |
| 15.   | «Worship»       | 3:30     |  |
| 16.   | «Alive»         | 3:17     |  |
| 51:41 |                 |          |  |